# Kunstpreis der Stadt Kempten (Allgäu)
Der Kunstpreis der Stadt Kempten (Allgäu) ist die älteste Auszeichnung für Bildende Kunst in Schwaben und ergeht an Allgäuer Künstler für ein Einzelwerk oder eine künstlerische Lebensleistung. Der erste gewürdigte Künstler war 1950 Ludwig Magnus Hotter (1892–1962).
Zwei Künstler waren zweimal erfolgreich: Martin Wank aus Oberthingau (1960 und 1978) sowie Horst Heilmann aus Kempten (1985 und 2002). Der Kunstpreis, der derzeit mit 5.000 Euro dotiert ist, wird kontinuierlich ausgelobt.

## Preisträger
| - 2024: Julia Obermaier, Kempten - 2023: Elke Dreier, Memmingen - 2022: Julia Miorin, Leipzig - 2021: Elisabeth Bader, Kempten - 2020: Anna Dorothea Klug-Faßlrinner, Haldenwang - 2019: Markus Pieper, Röthenbach - 2018: Brigitte Hafner, Kempten - 2017: Kathrin Ganser - 2016: Roman Harasymiw - 2015: Corinna Theuring, Memmingen - 2014: Jürgen Bartenschlager, Trunkelsberg - 2013: Winfried Becker, Kempten (Allgäu) - 2012: Silvia Jung-Wiesenmayer, Opfenbach - 2011: Oliver Kromm, Kaufbeuren - 2010: Markus Pieper, Grünenbach - 2009: Stefan Winkler, Immenstadt - 2008: Franz Meier, Sonthofen - 2007: Gudrun Gmelch, Nesselwang - 2006: nicht vergeben - 2005: Peter Zeiler, Irsee - 2004: Peter Krusche, Osterzell - 2003: Peter Mayer, Nürnberg - 2002: Horst Heilmann, Kempten (Allgäu) - 2001: nicht vergeben - 2000: Max Schmelcher, Scheidegg - 1999: Christian Hörl, Ruderatshofen - 1998: Edith Baumann, Immenstadt - 1997: Werner Merzhäuser, Altusried - 1996: Stephan Rustige, Wiggensbach - 1995: nicht vergeben - 1994: Erwin Roth - 1993: Alf Setzer - 1992: Dieter Schütz - 1991: nicht vergeben - 1990: Waltraud Funk - 1989: Wolf Maurer - 1988: Kilian Lipp - 1987: Gerhart Kindermann - 1986: Honest Schempp | - 1985: Horst Heilmann - 1984: Maria Munz-Natterer - 1983: Johann Löflath - 1982: Hermann Gierer - 1981: Michael Schmid - 1980: Josef Kober - 1979: nicht vergeben - 1978: Martin Wank - 1977: Gottfried Andreas Herrmann - 1976: Helmut Kursche - 1975: nicht vergeben - 1974: Karl Hoefelmayr - 1973: nicht vergeben - 1972: Hans Semlich - 1971: Luis Gurschler - 1970: Hans Joachim Strube - 1969: Regine Schirmer - 1968: Max Pöppel - 1967: nicht vergeben - 1966: Kathrin Veits-Kick - 1965: Hans Erwin Steinbach - 1964: Maximilian Rueß - 1963: Toni Maurer - 1962: Hans Wachter - 1961: Arnulf Heimhofer - 1960: Martin Wank - 1959: Heinz Schubert - 1958: Frieda Prutscher - 1957: Wanda Schubert-Helfferich - 1956: Theo Bechteler - 1955: Max Schöfer - 1954: Max Rankl - 1953: Erwin Henning - 1952: Ernst Wild - 1951: nicht vergeben - 1950: Magnus Hotter |